# Кёстер, Юлиан
Юлиан Кёстер (нем. Julian Köster; род. 16 марта 2000, Билефельд, Северный Рейн-Вестфалия) — немецкий гандболист, выступает за гандбольный клуб «Гуммерсбах» и сборную Германии по гандболу. Серебряный призёр летних Олимпийских игр 2024 года.

## Карьера

### Клубная
Начав карьеру в «Браувайлер», Кёстер на молодёжном уровне играл в «Байер Дормаген». Именно в составе этого клуба Юлиан дебютировал во взрослом гандболе в 2018 году, сыграв матчи во Второй Бундеслиге.
В 2020 году немецкий спортсмен перешёл в «Гуммерсбах», подписав контракт до 2024 года. В сезоне 2022 года его команда вышла в Бундеслигу, что автоматически привело к продлению контракта Кёстера на один год. В 2022 году стал капитаном команды и подписал контракт с «Гуммерсбахом» до 2026 года.

### Международная карьера в сборной
Кёстер дебютировал в составе национальной сборной Германии 21 сентября 2021 года. Принимал участие в Чемпионате мира по гандболу среди мужчин 2021 года в Египте, в Чемпионат Европы 2022 года, где сыграл во всех семи матчах и стал вторым бомбардиром Германии с 18 голами.
В январе 2024 года сыграл за сборную Германии по гандболу на чемпионате Европы и снова стал вторым бомбардиром команды, забив 31 гол по ходу всего турнира. Германия на том чемпионате заняла четвёртое место.
В августе 2024 года принимал участие в летних Олимпийских играх. Сборная Германии уступила в финале сборной Дании 26:39 и игроки сборной стали серебряными призёрами Олимпиады.